# Ernst Gloede
Ernst Wilhelm Gloede (* 9. März 1934 in Essen; † 22. Februar 2024 in Bad Homburg) war ein deutscher Unternehmer.

## Leben
Nach einem Betriebs- und Volkswirtschaftsstudium in London, Paris, Frankfurt und Graz mit Abschluss als Dipl.- Kaufmann
an der Johann Wolfgang Goethe-Universität Frankfurt am Main erfolgte 1958 die Promotion an
der Karl-Franzens-Universität in Graz.
Von 1962 bis 2012 war Gloede Präsident des 1950 gegründeten Wirtschaftsclubs Rhein-Main eine der großen überregionalen Vereinigungen dieser Art. 2012 wurde er nach 50 Jahren zum Ehrenpräsidenten gewählt.
Im Jahr 1979/1980 war er Ideengeber und Initiator des Innovationspreises der deutschen Wirtschaft – rechtlich geschützt als „Erster Innovationspreis der Welt“. Dieser Preis zeichnet jährlich die bedeutendsten wissenschaftlichen, technischen, unternehmerischen und geistigen Innovationen der deutschen Wirtschaft aus.
1987 entwickelte Gloede gemeinsam mit der HDE und dem Deutschen Hotel- und Gaststättenverband die Deutsche Kreditkarte (DKK), die jedoch nach erfolgreicher Einführung den Interessen der Finanzwirtschaft zuwider stand und daher vom Markt genommen werden musste.
1991 war Gloede Erstherausgeber des jährlich im Societäts-Verlag erschienenen Buches Prognose der 100, in dem 100 Wirtschaftsführer persönliche Einschätzungen zu zukunftsweisenden Themen geben. 1995 Ideengeber und Organisator des TV-Innovationsspiels für Manager, ein Kreativ-Wettbewerb um die Auszeichnung der vom Künstler Bernd Fischer geschaffenen Skulptur Auge mit Durchblick. 1997 folgte die Entwicklung des Deutschen Arbeitsplatzinvestor-Preises, eines mit Unterstützung des damaligen Präsidenten der Bundesanstalt für Arbeit Bernhard Jagoda entstandenen Preises, der jährlich die Schaffung neuer Arbeitsplätze als unternehmerische Tat auszeichnete. 2011 erfolgte durch Gloede die Übergabe der vom Künstler Bernd Fischer geschaffenen Original-Skulptur des „Innovationspreises der deutschen Wirtschaft“ als Zeitzeuge der Innovationskraft der deutschen Wirtschaft an das Hessische Landes Museum Darmstadt als Dauerleihgabe zur ständigen Ausstellung.
Am 22. Februar 2024 verstarb Ernst Gloede im Alter von 89 Jahren in Bad Homburg.